# Нововоронцовка
Нововоронцовка (на украински: Нововоронцовка) е селище от градски тип в Южна Украйна, Нововоронцовски район на Херсонска област. Основано е през 1795 година. Населението му е около 7115 души.